# Windcrest (Teksas)
Windcrest je grad u američkoj saveznoj državi Teksas. Prema popisu stanovništva iz 2010. u njemu je živjelo 5.364 stanovnika.